# Tuc de la Mina
El Tuc de la Mina és una muntanya de 2.763,8 metres d'altitud que es troba dins del terme municipal de la Torre de Cabdella, al Pallars Jussà, a la part nord-oest del terme.
És a prop del Pic Salado, al seu sud-oest, i a prop del límit amb la Vall de Boí, a llevant de lo Castell de Rus.